# Мазо Алто (Болцано)
Мазо Алто је насеље у Италији у округу Болцано, региону Трентино-Јужни Тирол.
Према процени из 2011. у насељу је живело 13 становника. Насеље се налази на надморској висини од 1392 м.